# Araponga (kommun i Brasilien)
Araponga är en kommun i Brasilien.   Den ligger i delstaten Minas Gerais, i den sydöstra delen av landet, 800 km sydost om huvudstaden Brasília. Antalet invånare är 8 165. Arean är 304 kvadratkilometer.
Terrängen i Araponga är kuperad åt sydväst, men åt nordost är den bergig.
I omgivningarna runt Araponga växer i huvudsak städsegrön lövskog. Runt Araponga är det ganska glesbefolkat, med 28 invånare per kvadratkilometer.